# IC 3777
IC 3777 је појединачна звијезда у сазвјежђу Дјевица која се налази на листи објеката дубоког неба у Индекс каталогу.
Деклинација објекта је + 9° 8' 38" а ректасцензија 12h 47m 25,3s.